# دهستان یئولاتمه
دهستان یئولاتمه (به لاتین: Jõelähtme Parish) یک دهستان در استونی است که در شهرستان هاریو واقع شده‌است.

## خصوصیات
دهستان یئولاتمه ۲۱۰٫۸۶ کیلومترمربع مساحت و ۵٬۳۵۱ نفر جمعیت دارد.